# Lucy Cavendish

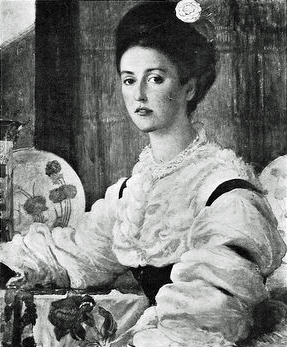
Lucy Cavendish, Porträt von George Richmond

Lucy Caroline Cavendish, auch Lady (Frederick) Cavendish, geborene Lyttelton (* 5. September 1841 in Hagley Hall, Worcestershire; † 22. April 1925 in Penshurst, Kent), war eine englisch-britische Pionierin der Frauenbildung.
Als Tochter von George Lyttelton, 4. Baron Lyttelton, heiratete sie 1864 den Aristokraten Lord Frederick Cavendish. Cavendish wurde 1882 von nationalistischen Iren in Dublin ermordet. Die Ehe der Cavendishs war kinderlos geblieben, und Lady Cavendish widmete nach dem Tod ihres Mannes einen Großteil ihrer Zeit der Mädchen- und Frauenbildung, wofür sie bereits zu Lebzeiten mit einer Ehrendoktorwürde geehrt wurde, sowie posthum, als die Universität Cambridge 1965 ihr erstes Postgraduiertenkolleg für Frauen nach ihr benannte.

## Leben
Cavendish wurde als zweites Kind und zweite Tochter von George Lyttelton, 4. Baron Lyttelton, und seiner Frau Mary Glynne geboren. 1863 wurde sie zur Ehrendame von Queen Victoria ernannt, die sie bis zu ihrer Heirat im folgenden Jahr begleitete.
Am 7. Juni 1864 heiratete sie Lord Frederick Cavendish, den zweiten Sohn des Herzogs von Devonshire. Sie hatten keine Kinder. Lord Cavendish wurde 1865 ins Parlament gewählt. Im selben Jahr trat Cavendish begeistert der von Catharine Tait geleiteten Ladies Diocesan Association bei, um durch Besuche in Arbeitshäusern zu versuchen, die Kluft zwischen Arm und Reich zu überbrücken.
Lord Cavendish wurde im Mai 1882 zum Chief Secretary for Ireland ernannt. Kaum einige Stunden im Amt, wurden er und der Untersekretär für Irland Thomas Henry Burke von der nationalistischen Gruppierung Irish National Invincibles im Phoenix Park in Dublin ermordet. Dieses Attentat ist heute auch als Phoenix-Park-Morde bekannt. Obwohl sie von dem Attentat zutiefst erschüttert war, schickte Lady Cavendish am Tag vor dessen Hinrichtung dem Rädelsführers als Zeichen ihrer Vergebung ein kleines goldenes Kruzifix, das sie lange Zeit getragen hatte. Herbert Gladstone war sehr gerührt, als sie ihm sagte, sie könne den Verlust ihres geliebten Mannes ertragen, „wenn sein Tod seinen Mitmenschen zum Guten gereiche, was in der Tat das ganze Ziel seines Lebens war“. Sie blieb eine entschiedene Befürworterin der irischen Selbstverwaltung.
Lady Cavendish wandte sich dem Bereich der Frauenbildung zu. Von 1883 bis 1912 war sie Präsidentin des Yorkshire Ladies Council of Education. Sie lehnte das Angebot ab, 1884 die Stelle als Schulleiterin (Mistress) am Girton College in Cambridge tätig zu werden. Sie war Mitglied der Royal Commission on Secondary Education und gehörte zu den Erstmitgliedern des Beirates der von ihrem Vater gegründeten Girls' Public Day School Company. Am 6. Oktober 1904 erhielt sie bei der feierlichen Einweihung der Universität Leeds die Ehrendoktorwürde für „bemerkenswerte Verdienste um die Bildung“.
Lucy Cavendish starb  im Alter von 83 Jahren in ihrem Haus in Penshurst, Kent. Sie wurde neben mit ihrem Mann auf dem Friedhof der Cavendish-Familie an der St Peter's Church in Edinsor, Derbyshire, beigesetzt.
Das Lucy Cavendish College in Cambridge wurde 1965 ihr zu Ehren benannt. Sie war die Großtante einer der Gründerinnen des Colleges, Margaret Braithwaite.